# Merle-Leignec
 Merle-Leignec  es una población y comuna francesa, situada en la región de Ródano-Alpes, departamento de Loira, en el distrito de Montbrison y cantón de Saint-Bonnet-le-Château.

## Demografía
| 345 | 278 | 216 | 223 | 233 | 235 |
| Para los censos de 1962 a 1999 la población legal corresponde a la población sin duplicidades (Fuente: INSEE [Consultar]) |     |     |     |     |     |